# 特尔格图伊市镇
特尔格图伊市镇（俄语：Муниципальное образование «Тыргетуй»）是俄罗斯联邦伊尔库茨克州阿拉尔区所属的一个市镇。其下辖有3个居民点，行政中心为特尔格图伊。据2016年统计，该市镇的人口为770人。